# Mandiana
Mandiana är en prefekturhuvudort i Guinea.   Den ligger i prefekturen Mandiana Prefecture och regionen Kankan Region, i den östra delen av landet, 600 km öster om huvudstaden Conakry. Mandiana ligger 386 meter över havet och antalet invånare är 10 609.
Terrängen runt Mandiana är platt, och sluttar österut. Runt Mandiana är det glesbefolkat, med 19 invånare per kvadratkilometer. Närmaste större samhälle är Faralako, 4,6 km norr om Mandiana. Omgivningarna runt Mandiana är huvudsakligen savann.